# 21928 Prabakaran
21928 Prabakaran è un asteroide della fascia principale. Scoperto nel 1999, presenta un'orbita caratterizzata da un semiasse maggiore pari a 2,7285024 UA e da un'eccentricità di 0,0704583, inclinata di 4,08007° rispetto all'eclittica.